# Spiegel TV
Spiegel TV är tidskriften Der Spiegels TV-kanal.
Spiegel TV har sänts sedan 1988 då det började som ett TV-magasin. 2001 följde grundandet av den egna TV-sändaren XXP. Man producerar även TV-program för andra kanaler, bland annat ZDF.